# Glodean White
Glodean Beverly White, geborene Glodean Beverly James, (* 16. Oktober 1946 in Long Beach, Kalifornien) ist eine US-amerikanische R&B-Sängerin. Sie gehörte der von Barry White gegründeten Band Love Unlimited an.
Glodean James und ihre Schwester Linda wurden in Long Beach geboren, wuchsen aber in San Pedro auf. In den frühen 1960er Jahren trafen sie in Buffalo, New York auf die Sängerin Diane Taylor und bildeten zusammen die Gruppe Croonettes, die 1969 als Love Unlimited neu gegründet wurde. Das Trio traf den amerikanischen Soul-Sänger Barry White bei einer Aufnahme-Session, die dieser für die Sängerin Andrea Sprewell produzierte.
Im Juli 1974 heirateten Glodean und Barry White; aus der Ehe stammt eine gemeinsame Tochter. Ende der 1970er Jahre löste sich Love Unlimited auf, Linda James heiratete und verließ die USA, Diane Taylor verstarb im Jahr 1985 an Krebs.

## Diskografie
- 1981: Barry & Glodean

### Love Unlimited
- 1972: From a Girl’s Point of View We Give to You... Love Unlimited
- 1973: Under the Influence of... Love Unlimited
- 1974: In Heat
- 1977: He’s All I’ve Got
- 1979: Love Is Back